# 国際音楽学校
座標: 北緯35度32分40秒 東経139度42分34秒 / 北緯35.5443288度 東経139.7093305度
国際音楽学校（こくさいおんがくがっこう）は、かつて東京都大田区仲六郷4-2-3に所在していた日本の教員養成機関（各種学校）である。

## 概要
- 学校法人大沼学園の経営により設置されていた教員養成所。その付属機関として東京幼稚園がある（現在は、この施設しかない）。

## 沿革
- 1947年 東京都渋谷区において学校創設。
- 1952年 国際音楽学校として認可される。音楽高等学校が併設される。
- 1953年 ピアノ調律科が設置される。
- 1954年 付属東京幼稚園が設置される。
- 1957年 学校法人として認可される。
- 1957年 文部大臣(当時)より中学校教員養成機関として認可される。
- 1960年 文部大臣(当時)より幼稚園教員養成機関として認可される。
- 2003年 廃校となる。

（以上、出典『KOKUSAI GUIDANCE BOOK』-国際音楽学校入学案内小冊子、2000年発行-）

## 学科
- 中学校教員養成科
- 幼稚園教員養成科
- ピアノ調律科
- 技能科

## 現況
- 現在は、使われなくなった校舎と、別の建物に転用された校舎がそれぞれある。その近隣に、東京幼稚園がある。

## アクセス
- 京急本線六郷土手駅から徒歩でおよそ15分程度の場所にある。

## 関連サイト
学校法人大沼学園東京幼稚園